# Aichryson santamariensis
Aichryson santamariensis é uma espécie de plantas com flor da família Crassulaceae, reconhecida como um endemismo na ilha de Santa Maria, no arquipélago dos Açores. A espécie foi separada de Aichryson villosum, cuja distribuição natural ficou assim limitada à ilha da Madeira.

## Descrição
A espécie é endémica da ilha de Santa Maria, nos Açores. A análise de dados moleculares (ITS e trnL-F) e morfológicos apoia a segregação desta nova espécie de Aichryson villosum, com a qual era anteriormente considerada conspecífica. Aichryson santamariensis difere de A. villosum por caracteres que incluem o indumento, a forma da folha, a forma da semente e o seu tamanho geralmente mais pequeno.